# 科菲維爾 (阿肯色州)
科菲維爾（英語：Coffeeville）是位於美國阿肯色州傑克遜縣的一個非建制地區。該地的面積和人口皆未知。

## 地理
科菲維爾的座標為35°29′28″N 91°24′01″W / 35.49111°N 91.40028°W，而該地的平均海拔高度為75米（即246英尺）。